# Fortezza di Ehrenbreitstein

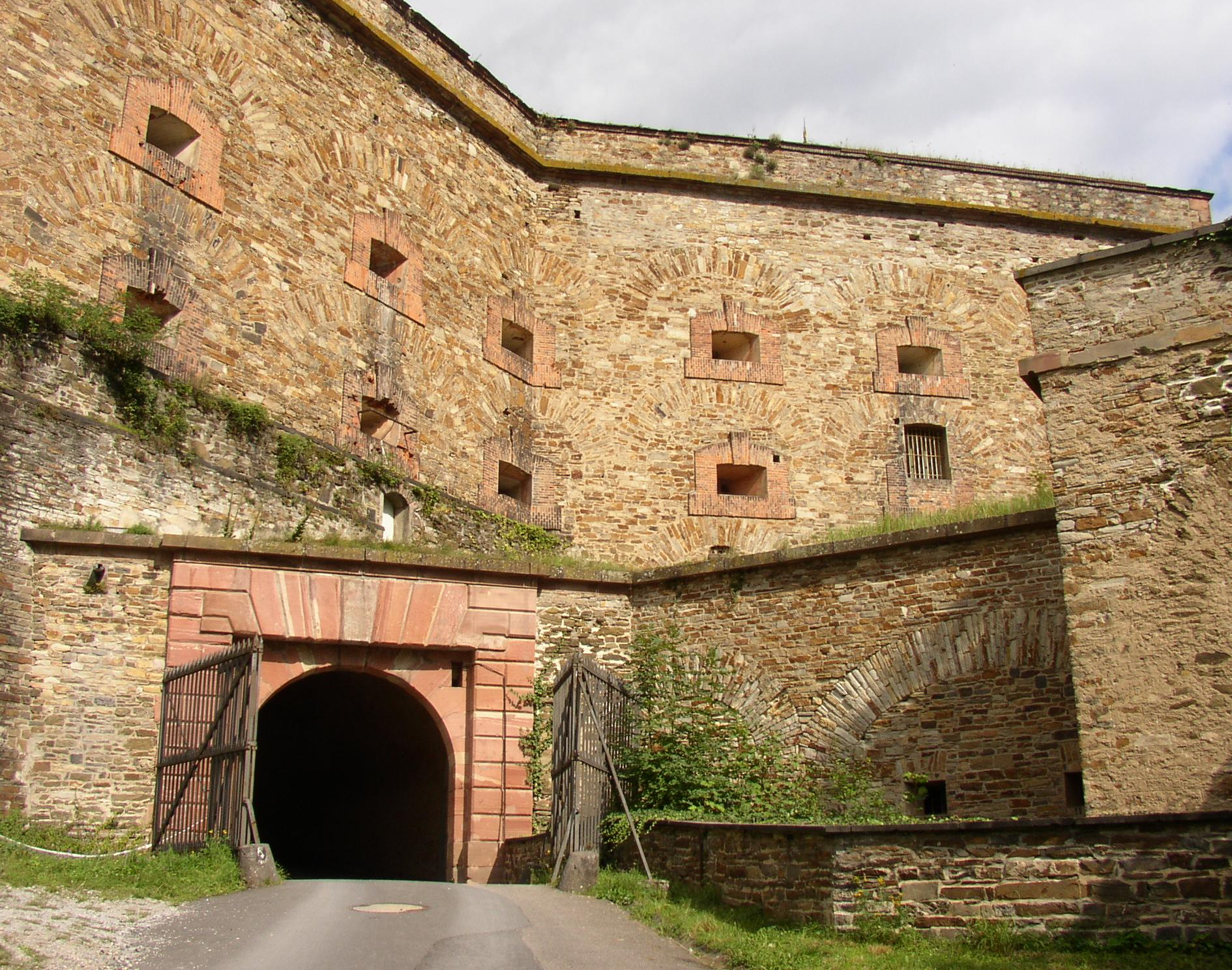
Cancello

La fortezza di Ehrenbreitstein è una struttura militare situata sulla rupe omonima alla confluenza della Mosella nel Reno, nell'omonima frazione di Coblenza, Land della Renania-Palatinato, Germania.
Già antica roccaforte dei Principi elettori di Treviri, la costruzione attuale risale al XIX secolo e fa parte del sistema difensivo messo in opera dalla Prussia in difesa del confine francese chiamato Festung Koblenz (Fortezza di Coblenza).